# 통칭명
통칭명(通稱名) 또는 통명(通名, 영어: pass name)은 일반적으로 사람들에게 널리 알려진 이름이나 설명하는 말을 뜻한다. 한편, 일본에서는 재일 한국인 및 재일 조선인들이 사용하는 일본풍의 인명을 뜻하기도 한다.

## 일본에서의 통칭명
일본에 거주하는 재일 조선/한국인들은 이름으로 인한 차별을 피하고자 일본풍의 통칭명을 사용하기도 하였는데, 2012년 7월 외국인 등록 제도가 변경되어 통칭명에 대해서는 체류 카드에는 법률상도 운영상에도 기재되지 않게 되었다. 주민 행정 서비스에 필요한 정보는 외국인에 관한 주민기본대장 제도에 보유되는 것 등을 고려하여 법무부에서 통칭명 관리(체류 카드 등에 기재를 포함.)를 하지 않는 것으로 한다.
또한, 법무부는 주민표 또는 주민 기본 대장 카드를 맡는 것은 아니지만, 통명에 대해서는 새로운 제도의 주민표에서 다루어지고 있다.
한편 재특회 등 일본의 우익단체에서는 통명제도를 재일 조선인에게 부여되는 재일특권의 일종이라 보고 비판한다.

## 문화
문화계에서 인사들은 여러 이유로 필명, 예명 등의 가명을 통칭명으로서 사용하기도 한다.

## 참고 문헌
- 総務省
- 人登録制度通稱名

## 같이 보기
- 가명
- 필명
- 아이디
- 예명
- 해외 이름
- 득성
- 세례명
- 별명
- 자 (이름)
- 호 (이름)
- 사성
- 시호